# Bajanmönchijn Otgontujaa
Bajanmönchijn Otgontujaa (mong. Баянмөнхийн Отгонтуяа; ur. 2001) – mongolska zapaśniczka walcząca w stylu wolnym. 
Brązowa medalistka mistrzostw Azji w 2025. Srebrna medalistka wojskowych MŚ w 2023. Złota medalistka mistrzostw Azji U-23 w 2022 i 2024 roku.